# بوستو
بوستو (به ایتالیایی: Busseto) شهری در ایتالیا است که در استان پارما واقع شده‌است.
بوستو در نزدیکی محل تولد جوزپه وردی، روستای رونکوله، قرار دارد. وردی در سال ۱۸۲۴ و برای تحصیل به بوستو آمد. او سال‌ها در نزدیکی بوستو و در خانهٔ خود، سانتاگاتا زندگی کرد. وردی در سانتاگاتا کشاورزی و دامداری می‌کرد و اسب‌های نژاده پرورش می‌داد. سانتاگاتا جایی بود که او با قوهٔ خیالش برخی از مشهورترین اپراهای خود را آفرید.

## ویژگی‌ها
بوستو ۷۶ کیلومترمربع مساحت و ۷٬۰۴۳ نفر جمعیت دارد.

## نگارخانه

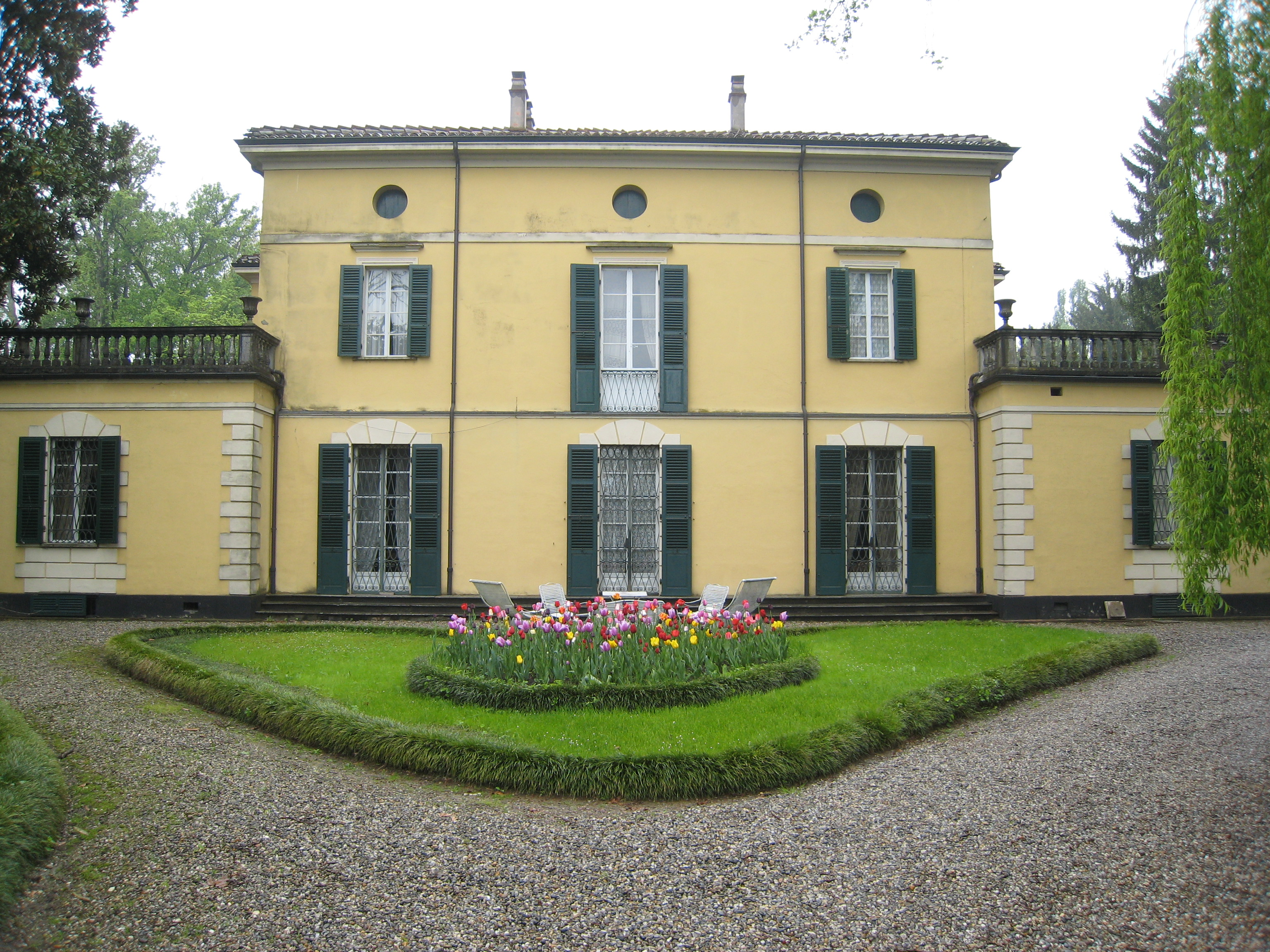
خانه جوزپه وردی (سانتاگاتا)
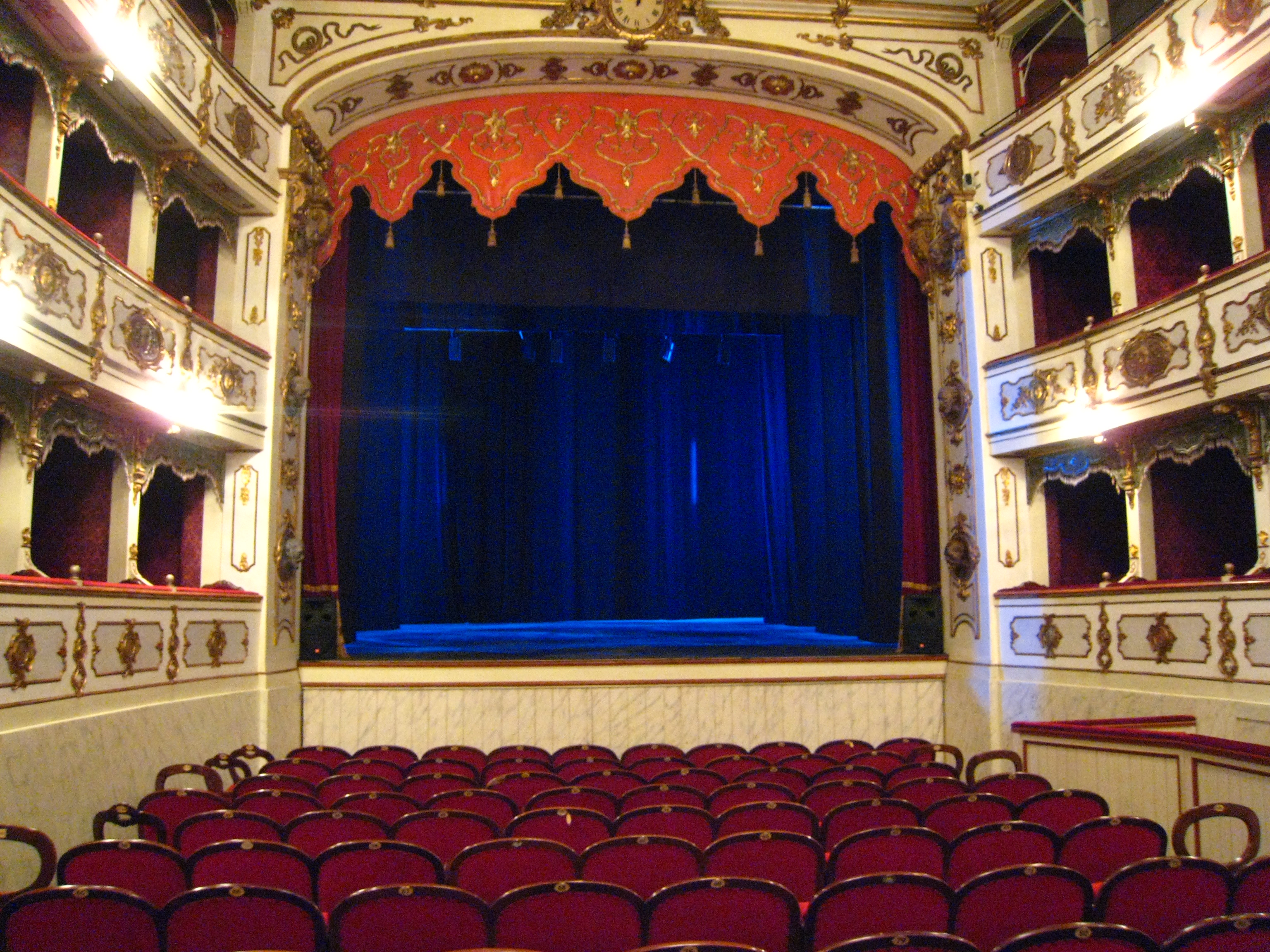
تئاتر جوزپه وردی در بوستو
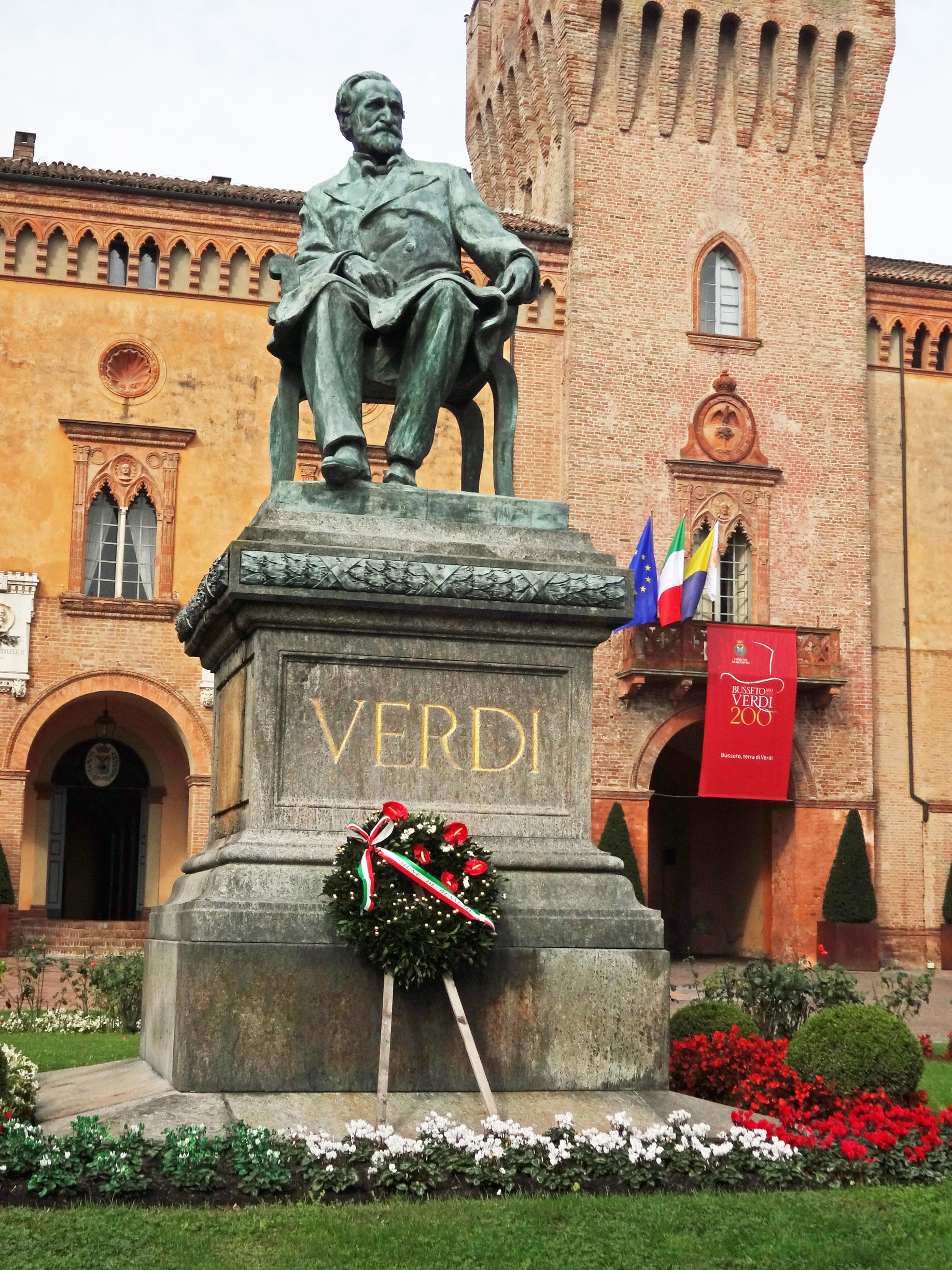
تندیس جوزپه وردی که به مناسبت دویستمین سال تولد او ساخته شد، ۲۰۱۳